# Børge H. Jensen
Børge Harald Gideon Jensen (født 7. september 1916, død 1983) var en dansk fabriksarbejder og politiker, der var mangeårigt medlem af Københavns Borgerrepræsentation og socialborgmester fra 1962 til 1976, valgt for Socialdemokratiet.
Jensen arbejdede som fabriksarbejder fra 1935 til 1946. Fra 1943 til 1946 var han formand for Danmarks Socialdemokratiske Ungdoms Københavns-afdeling, og fra 1946 til 1962 sekretær i AOF i København. Han var desuden fra 1953 til 1962 leder af Den Socialdemokratiske Arbejderskole.
Han blev i 1950 indvalgt i Københavns Borgerrepræsentation for Socialdemokratiet og blev gruppeformand fra 1956. Han blev i 1962 borgmester for Magistratens 3. afdeling og fik dermed ansvaret for socialområdet.
Som borgmester tog han i 1969 initaitiv til, at byens ældre indsendte deres erindringer til Københavns Stadsarkiv, som offentliggjorde dem 25 år senere. 2.000 pensionister bidrog, og initiativet er senere gentaget i 1995.